# C4H7NO3
化学式C4H7NO3（摩尔质量：117.104 g/mol）可以指：
- 醋甘氨酸，CAS号：543-24-8
- L-天冬氨酸-4-半醛，CAS号：2338-03-6

|  | 这个同类索引页列出了具有相同分子式的化学物（即同分異構體）条目。 除非您是有意链接至本页，否则应将相应条目的内部链接指向正确的条目。 |